# Russi in Italia
I russi in Italia sono una storica comunità migrante.
La città con la maggiore concentrazione di russi  in Italia è Roma (2 041), quindi Milano (1 920) e Napoli (1 060).

## Storia
Dopo una storia secolare  di presenze diplomatiche e di scambi personali, una prima ondata di emigrazione di cittadini russi in Italia ha luogo dopo la rivoluzione d'ottobre: si tratta di nobili e leali allo zar che si installano soprattutto a Sanremo e nella vicina Provenza francese.
Una nuova ondata di emigrazione avviene a partire dagli anni '90, con il collasso dell'Unione Sovietica.

## Demografia
Russi in Italia

## Luoghi
- Chiesa russa di Bari
- Chiesa russa di Firenze
- Chiesa russa di Milano
- Chiesa russa di Roma
- Chiesa russa di Sanremo